# Roseanne
Roseanne este un serial de televiziune american sitcom creat de Matt Williams și Roseanne Barr, care a fost difuzat pe ABC din 18 octombrie 1988 până în 20 mai 1997 și a reînviat pe scurt din 27 martie până pe 22 mai 2018. Emisiunea îl are în rolul lui Barr pe Roseanne Conner și se învârte în jurul familiei sale în orașul fictiv Lanford, Illinois. Primind recenzii în general pozitive pentru portretizarea realistă a unei familii americane de clasă muncitoare, seria a ajuns pe locul 1 în clasamentele Nielsen din 1989 până în 1990 în al doilea sezon.
La difuzarea inițială, serialul a rămas în primii patru timp de șase din cele nouă sezoane și în top 20 pentru opt. În timpul revigorării de scurtă durată, serialul a ajuns pe locul 3, cu o medie de 18 milioane de spectatori pe episod în intervalul celor nouă episoade ale sale. În 1993, episodul „A Stash from the Past” a fost clasat pe locul 21 în cele 100 de cele mai mari episoade din toate timpurile TV Guide. În 2002, Roseanne a fost clasată pe locul 35 în cele mai mari 50 de emisiuni TV din toate timpurile. În 2013, a fost clasat pe locul 32 în Top 60 din cele mai bune serii din toate timpurile TV Guide.
Pe 16 mai 2017, ABC a anunțat că a a dat linie verde pentru un al 10-lea sezon al Roseanne ca înlocuitor la mijlocul sezonului în 2018, cu distribuția originală care revine. În noiembrie 2017, ABC a solicitat un episod suplimentar, aducând totalul la nouă. A avut premiera pe 27 martie 2018, pentru o audiență inițială de 18,44 milioane, care a crescut la 27,26 milioane de spectatori în total după 7 zile de vizionare întârziată. La 30 martie 2018, după succesul premierei sale, Roseanne a fost reînnoită pentru un sezon 11 nou de 13 episoade.
ABC și-a anulat decizia de reînnoire și a anulat-o pe Roseanne pe 29 mai 2018, după ce Barr a comparat-o pe fosta oficială a administrației Obama, Valerie Jarrett, cu Planeta Maimuțelor, într-un comentariu pe Twitter care a fost descris de președintele rețelei ca fiind „urât, respingător și inconsistent cu valorile noastre”. La 21 iunie 2018, ABC a anunțat planuri de re-instrumentare a spectacolului ca un spin-off care implică familia Conner fără Roseanne Barr, intitulat The Conners. Noul program a avut premiera în octombrie 2018.

## Legături externe
- Roseanne World Roseanne Barr's official web site
- WE tv
- Encyclopedia of Television Arhivat în 15 februarie 2009, la Wayback Machine.
- Nick At Nite's Roseanne Arhivat în 20 decembrie 2019, la Wayback Machine.
- Roseanne on DVD Arhivat în 12 noiembrie 2005, la Wayback Machine.
- Roseanne la Internet Movie Database
- Roseanne la TV.com
- Roseanne Conner Clan Today Arhivat în 9 octombrie 2014, la Wayback Machine. at EW.com